# Christopher Redenstrand
Patric Christopher Redenstrand, född 5 oktober 1998, är en svensk fotbollsspelare som spelar för Sandvikens IF.

## Karriär
Redenstrand började spela fotboll som sexåring i IF Brommapojkarna. Som 14-åring gick han till Djurgårdens IF och därefter blev det spel i Älvsjö AIK innan det blev en flytt till engelska Nike Academy som 17-åring.
Efter att återvänt till Sverige startade Redenstrand sin seniorkarriär 2017 i division 2-klubben Karlbergs BK. Efter två år i klubben blev det sedan ett år vardera i Sundbybergs IK och IFK Lidingö.
I januari 2021 värvades Redenstrand av Täby FK. I januari 2022 skrev han på ett treårskontrakt med IK Brage. I december 2024 lämnade Redenstrand Brage. I mars 2025 värvades han av rivalen Sandvikens IF, där han skrev på ett ettårskontrakt.